# Tiana Wittey
Tiana Wittey es una deportista australiana que compite en vela en la modalidad de match race. Ganó una medalla de plata en el Campeonato Mundial de Match Race Femenino de 2024.

## Palmarés internacional
| Campeonato Mundial | Campeonato Mundial    | Campeonato Mundial | Campeonato Mundial |
| Año                | Lugar                 | Medalla            | Clase              |
| ------------------ | --------------------- | ------------------ | ------------------ |
| 2024               | Yeda (Arabia Saudita) | Medalla de plata   | Match race         |